# Casimir Ninga
Rodrigue Casimir Ninga (Yamena, 17 de mayo de 1993) es un futbolista chadiano. Juega como delantero y su equipo es el Al Tadamon S. C. de la Liga Premier de Kuwait.

## Clubes
| Club                 | País       | Año       |
| -------------------- | ---------- | --------- |
| Renaissance F. C.    | Chad       | 2011-2013 |
| A. S. Mangasport     | Gabón      | 2013-2015 |
| Montpellier H. S. C. | Francia    | 2015-2018 |
| S. M. Caen           | Francia    | 2018-2019 |
| Angers S. C. O.      | Francia    | 2019-2022 |
| Sivasspor (cedido)   | Turquía    | 2020-2021 |
| Anorthosis Famagusta | Chipre     | 2022-2023 |
| Sumgayit F. K.       | Azerbaiyán | 2023-2024 |
| Al Tadamon S. C.     | Kuwait     | 2024-     |